# 傑夫·勒米雷
傑夫·勒米雷（英語：Jeff Lemire，1976年3月21日—）是加拿大漫畫作家和藝術家。 他是《埃塞克斯郡三部曲》，《鹿角男孩》和《沒人》等作品的作者。他2010年代的作品包括《鷹眼》，《非凡X戰警》，《月光騎士》和《漫威老人》等漫威作品。也製作DC漫畫的作品《Superboy》，《Animal Man (comic book)》，《黑暗正義聯盟》和《綠箭俠》；也製作黑馬漫畫的漫畫Black Hammer；也曾幫映像漫畫公司製作漫畫。其亦曾製作過《血衛》漫畫。

## 早期生活
勒米雷在聖克萊爾湖附近的安大略省的艾塞克斯縣的一個小鎮上出生和長大。據攝影師朋友Zahouda稱，勒米雷上過電影學校，但是當他覺得電影製作不適合他的個性，之後便決定開始製作漫畫。

## 外部連結
- 官方网站
- 漫画书数据库：Jeff Lemire